# Diors
 Diors  es una población y comuna francesa, en la región de  Centro, departamento de Indre, en el distrito de Châteauroux y cantón de Ardentes.

## Demografía
| 450                       | 433 | 471 | 486 | 462 | 446 | 446 | 443 | 458 | 470 | 460 | 478 | 494 | 473 | 432 | 459 | 453 | 441 | 434 | 456 | 438 | 492 | 384 | 341 | 344 | 359 | 356 | 321 | 291 | 266 | 546 | 617 | 676 | 761 |
| (Fuente: INSEE y Cassini) |     |     |     |     |     |     |     |     |     |     |     |     |     |     |     |     |     |     |     |     |     |     |     |     |     |     |     |     |     |     |     |     |     |